# Louis Cordier
Pierre Louis Antoine Cordier (Abbeville, 31 marzo 1777 – Parigi, 30 marzo 1861) è stato un geologo e mineralogista francese fondatore della Société géologique de France.
Fu professore di geologia presso il Museo nazionale di storia naturale di Francia a Parigi dal 1819 al 1861 e fu il responsabile dello sviluppo della galleria geologica del museo.

## Famiglia
Cordier nacque ad Abbeville nel 1777 da una famiglia di origini inglesi. Nel 1817 sposò Cécile Borgella, nipote e allieva di Louis Ramond de Carbonnières. Ebbero un totale di quattro figli e sei figlie.

## Carriera
Cordier si iscrisse alla École des mines nel 1794 e seguì i famosi corsi di Louis Nicolas Vauquelin (1763–1829), René Just Haüy (1743–1822) e Déodat de Dolomieu (1750–1801).
Conseguì il titolo di "diplôme d’ingénieur" nel 1797 e partecipò alla prima spedizione di Dolomieu sulle Alpi, poi fu al seguito di Napoleone Bonaparte nella Campagna d'Egitto come membro della Commission des sciences et des arts fra il 1798 e il 1799.  Giunto ad Alessandria d'Egitto, Cordier iniziò immediatamente le sue ricerche sulla geologia e mineralogia del paese, in particolare sulla formazione della Valle del Nilo.  Quando Dolomieu si ammalò, cerco di rientrare in Francia con esso. Fu imprigionato a Taranto, in seguito fu trasferito a Messina ma venne liberato dopo tre mesi grazie all'intervento di Dolmieu e poté ritornare in Francia. Nel 1802 pubblicò Mémoire sur le mercure argental e nel 1808 Description du dichtoïte, lavori nei quali si manifestò un profondo interesse nella mineralogia. Cordier guadagnò la posizione di "ingénieur en chef" nel 1809 e nel 1816 pubblicò le sue ricerche sul basalto: Sur les substances minérales dites en masse, qui servent de base aux roches volcaniques.
Nel 1822 venne eletto all'Accademia francese delle scienze. Nel 1830 fu nominato maître des requêtes nel Consiglio di Stato francese. Nello stesso anno partecipò alla fondazione della Société géologique de France. Nel 1832 divenne ispettore generale delle miniere nel sud-ovest della Francia e, nel 1837, "conseiller d'État". Fu nominato comandante della Legion d'onore nel 1837, poi grand'ufficiale nel 1859; nel 1839 divenne membro della Camera dei pari di Francia.

### Muséum national d'histoire naturelle
Cordier iniziò a lavorare presso il Muséum national d'histoire naturelle nel 1819 succedendo a Barthélemy Faujas de Saint-Fond (1741–1819) alla cattedra di geologia. Cordier mantenne questa carica fino alla sua morte nel 1861.
Fu nominato direttore del museo per tre volte (dal 1824 al 1825, dal 1832 al 1833 e dal 1838 al 1839) e fu il responsabile della creazione della  "Galerie de géologie" nel museo. Durante la sua gestione la collezione crebbe da 1500 esemplari nel 1819 a 200.000 nel 1861, anno della sua morte a Parigi. Egli intraprese 51 spedizioni geologiche durante la sua vita, raccogliendo campioni sia in Francia (Pirenei, Linguadoca, Maine, Ardenne, Vosgi, Sassonia e Auvergne) che in Toscana, Liguria e le Alpi. Molte delle rocce che formarono parte della collezione del museo gli furono inviate dai vari continenti da colleghi ed amici: fino al 1844 Cordier classificò 337 tipi di roccia.

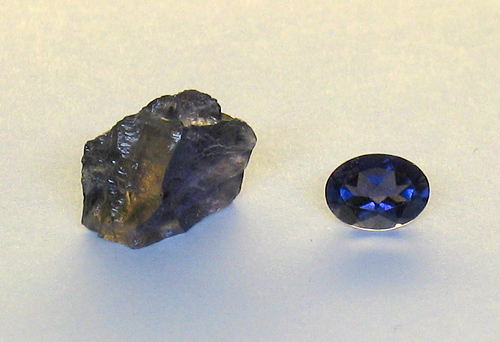
Un campione di cordierite grezza che mostra il fenomeno del dicroismo (a sinistra) e una pietra tagliata (a destra)

## Riconoscimenti
La cordierite, un ciclosilicato di magnesio, ferro ed alluminio, è stata dedicata a lui.